# جرعة معززة
من الناحية الطبية، الجرعة المُعَزِّزَة أو جرعة منشطة(أو الجرعة المساندة) هي إعطاء لقاح إضافي بعد إعطاء جرعة لقاح مبكرة. بعد التمنيع الأولي، يكون الحقن الداعم، أو الجرعة الداعمة هي إعادة التعرض لمستضد التمنيع. الغرض منه تحسين المناعة ضد هذا المستضد لتصل إلى مستويات قادرة فيها على حماية الجسم من المستضد بعد انخفاض ذاكرة التعرف على هذا المستضد مع مرور الوقت. على سبيل المثال، غالبًا ما يوصى بتعزيز لقاحات الكزاز كل 10 سنوات، بعد أن تفقد الخلايا الذاكرة النوعية ضد الكزاز وظيفتها، أو تخضع لعملية موت الخلايا المبرمج.
تُقيّم الحاجة إلى جرعة معززة بعد التمنيع الأولي بعدة طرائق. تكون إحدى الطرق عبر قياس مستوى الأجسام المضادة النوعية ضد المرض بعد بضع سنوات من إعطاء الجرعة الأولية. الاستجابة الادّكارية عبر الإنتاج السريع للأجسام المضادة بعد تحفيز المستضد، هي طريقة نموذجية لقياس الحاجة إلى الجرعة المعززة من لقاح معين. إذا كانت الاستجابة الادّكارية عالية بعد تلقي لقاح أولي منذ عدة سنوات، فالحاجة قليلة، أو لا حاجة أبدًا لجرعة معززة. يمكن أيضًا قياس نشاط الخلايا البائية، والتائية ضد هذا المستضد بعد فترة زمنية معينة من إعطاء اللقاح الأولي، أو تحديد مدى انتشار المرض لدى المجموعات السكنية المُمنّعة.
إذا تلقى المريض جرعة معززة وكان لديه بالفعل مستوى عالٍ من الأجسام المضادة، فقد يتطور تفاعل يُسمى بتفاعل آرثوس، وهو شكل موضعي من أشكال فرط الحساسية من النوع الثالث، وينجم عن وجود مستويات عالية من الأجسام المضادة IgG التي تسبب الالتهاب. غالبًا ما ينتهي الالتهاب ذاتيًا خلال عدة أيام، ولكن يمكن تجنب ذلك تمامًا من خلال زيادة طول الفترة الزمنية بين اللقاح الأولي والجرعة المعززة.
لم يتضح بعد سبب فعالية بعض اللقاحات مثل الالتهاب الكبدي «أ» و«ب» لمدى الحياة، وبعضها مثل الكزاز بحاجة إلى التعزيز. النظرية السائدة هي أنه إذا استجاب الجهاز المناعي للقاح أولي بسرعة، فلن يكون لدى الجسم وقت لتطوير ذاكرة مناعية كافية ضد المرض، ولن يستمر وجود الخلايا الذاكرة بأعداد كبيرة طوال حياة الإنسان. بعد استجابة الجهاز المناعي الأولية للتمنيع، تبقى الخلايا التائية المساعدة والخلايا البائية الذاكرة عند مستوى ثابت إلى حد ما في العقد اللمفية، وتخضع لانقسام خلوي بمعدل بطيء إلى غير موجود. في حين أن الخلايا التي تبقى طويلاً، فإنها لا تخضع عادةً للانقسام، وفي النهاية سيكون معدل فقدان هذه الخلايا أكبر من معدل الكسب، وفي هذه الحالات سيكون هناك حاجة إلى جرعة معززة لتعزيز «ذاكرة» الخلايا البائية، والتائية مرة أخرى.

## الجرعات المعززة للقاح شلل الأطفال
في حالة لقاح شلل الأطفال، يستمر وجود الخلايا بي والخلايا التائية التي تُنتج استجابة للقاح بعد ستة أشهر فقط من تناول لقاح شلل الأطفال الفموي (OPV). استطاع العلماء الوصول إلى جرعات معززة من لقاح شلل الأطفال الفموي، لكنها لم تكن فعالة؛ لأن استجابتها المناعية استمرت أيضًا لمدة ستة أشهر. ومع ذلك عندما استُخدم لقاح الفيروسة السنجابية المُعطّلة، أو لقاح شلل الأطفال المُعطّل (IPV) كجرعة معززة، وجد أنه يزيد من عدد الأجسام المضادة لمرضى الاختبار بنسبة 39-75%. كثيرًا ما يُستخدم في البلدان النامية لقاح شلل الأطفال الفموي بدلًا من لقاح شلل الأطفال المُعطّل؛ لأن الأخير غالي الثمن ومن الصعب نقله من مكان لآخر. ومع ذلك، في الأماكن التي ما زال فيها مرض شلل الأطفال منتشرًا، قد يساعد إتباع الجرعة الأولية من لقاح شلل الأطفال الفموي بجرعات معززة من لقاح شلل الأطفال المُعطّل في القضاء على المرض.
يُستخدم لقاح شلل الأطفال المُعطّل في الولايات المتحدة فقط في حالات نادرة (حوالي 1 من 2.7 مليون طفل)، من الممكن في بعض الحالات أن يُصاب الطفل بشلل الأطفال بعد أخذه لقاح شلل الأطفال الفموي؛ لذلك لا يُعطى هذا الشكل من اللقاح في الولايات المتحدة، ويُعطى فقط الشكل المُعطّل، والذي يُعطى على أربع جرعات (3 جرعات في السنة الأولى ونصف بعد الولادة، ثم جرعة معززة واحدة بين عمري الـ 4 و6 سنوات).